# De fantastische meneer Vos
De fantastische meneer Vos is een boek van Roald Dahl, dat in het Engels in 1970 verscheen. In de Verenigde Staten verscheen het boek als Fantastic Mr. Fox. In Nederland werd het boek vertaald door Harriët Freezer en het verscheen net als in Engeland ook in 1970 (ISBN 9026110812). Het boek won in Nederland een zilveren griffel in 1972. In 2009 is The Fantastic Mr. Fox, een verfilming van het boek verschenen.

## Verhaal
Drie boeren, Bolus, Bits en Biet, hebben last van meneer Vos, die telkens het heerlijkste voedsel bij hen weg weet te roven. De boeren wachten meneer Vos op en schieten op hem als hij probeert zijn huis in te vluchten. Maar ze raken alleen zijn staart. Ook een actie om meneer Vos uit te graven, zelfs met graafmachines, mislukt. Dan besluiten Bolus, Bits en Biet om bij de uitgang van het hol te wachten totdat meneer Vos van de honger wel naar buiten moet komen. Vos graaft echter gangen naar de voorraden van de boeren en richt een enorm feestmaal aan, ook voor de andere dieren die slachtoffer zijn van het beleg door de boeren. De boeren wachten ondertussen nog steeds tot meneer Vos naar buiten komt.